# كأس السوبر العراقي
كأس السوبر العراقي مباراة كرة قدم سنوية تقام بين الفريق الفائز بلقب دوري نجوم العراق والفريق الفائز ببطولة كأس العراق، وإذا ما فاز الفريق بلقب الدوري والكأس تقام المباراة بين الفريق الأول والثاني بترتيب الدوري العراقي الممتاز. منذ انطلاق البطولة في عام 1986 كانت تسمى سابقًا كأس المثابرة العراقي، تقام المباراة عادة على ملعب الشعب الدولي.
في عام 2003، وبعد العدوان الأمريكي على العراق لم تقم المباراة في السنوات التي تلت، في عام 2016، خطط الاتحاد العراق لإقامة البطولة لكنها ألغيت بسبب صعوبات في جدولة المباراة.

## إحصائيات

### المباريات
| كأس السوبر | كأس السوبر   | كأس السوبر                          | كأس السوبر   |
| السنة      | الفائز       | النتيجة                             | الوصيف       |
| ---------- | ------------ | ----------------------------------- | ------------ |
| 1986       | الرشيد       | 1-2                                 | الطلبة       |
| 96-1987    | لم تقم       | لم تقم                              | لم تقم       |
| 1997       | القوة الجوية | 1-3                                 | الزوراء      |
| 1998       | الزوراء      | 0-1                                 | الشرطة       |
| 1999       | الزوراء      | 2–2 (وقت إضافي) (5–4 ركلات الترجيح) | الطلبة       |
| 2000       | الزوراء      | 0-1                                 | القوة الجوية |
| 2001       | القوة الجوية | 0-1                                 | الزوراء      |
| 2002       | الطلبة       | 1-2 (وقت إضافي)                     | القوة الجوية |
| 15-2003    | لم تقم       | لم تقم                              | لم تقم       |
| 2016       | ألغيت        | ألغيت                               | ألغيت        |
| 2017       | الزوراء      | 1-1 (3–0 ركلات الترجيح)             | القوة الجوية |
| 2018       | لم تقم       | لم تقم                              | لم تقم       |
| 2019       | الشرطة       | 1-1 (4–3 ركلات الترجيح)             | الزوراء      |
| 2020       | لم تقم       | لم تقم                              | لم تقم       |
| 2021       | الزوراء      | 0-1                                 | القوة الجوية |
| 2022       | الشرطة       | 0-1                                 | الكرخ        |
| 24-2023    | لم تقم       | لم تقم                              | لم تقم       |
| 2025       | ألغيت        | ألغيت                               | ألغيت        |

### الفرق الأكثر إحرازاً للقب
| الفريق       | فوز | وصيف |
| ------------ | --- | ---- |
| الزوراء      | 5   | 3    |
| القوة الجوية | 2   | 4    |
| الشرطة       | 2   | 1    |
| الطلبة       | 1   | 2    |
| الرشيد       | 1   | 0    |
| الكرخ        | 0   | 1    |

### الهدافون
| # | اللاعب          | النادي       | الأهداف |
| - | --------------- | ------------ | ------- |
| 1 | أحمد دحام       | القوة الجوية | 2       |
| 1 | علاء كاظم       | الطلبة       | 2       |
| 1 | فوزي عبد السادة | الطلبة       | 2       |

## وصلات خارجية
- موقع الكرة العراقية